# Arquidiocese de Kalocsa–Kecskemét
A Arquidiocese de Kalocsa–Kecskemét (Archidiœcesis Colocensis-Kecskemetensis) é uma arquidiocese da Igreja Católica situada nas cidades de Kalocsa e de Kecskemét, na Hungria. Seu atual arcebispo é Balázs Bábel. Suas sés são a Catedral da Assunção de Nossa Senhora de Kalocsa e a Cocatedral da Ascensão de Nosso Senhor de Kecskemét.
Em 2021 possuía 127 paróquias, contando com 68,8% da população jurisdicionada batizada.

## História
A diocese de Kalocsa e Bács foi erigida em 1010 por Santo Estêvão da Hungria.
Em 1135 a diocese de Kalocsa e Bács foi elevada à categoria de arquidiocese metropolitana e a eleição dos arcebispos foi reservada aos capítulos unidos, em assembleia que deveria ter lugar numa terceira cidade. Até a questão da elevação à sé metropolitana é polêmica: Asztrik já gozava do título de arcebispo, que coube a Fabiano, o quinto bispo. Alguns estudiosos sustentam que a metrópole de Kalocsa e Bács estendeu-se no século XI às dioceses de Bihar (hoje Diocese de Oradea) e da Transilvânia (hoje arquidiocese de Alba Iulia), à qual se juntou a diocese de Csanád (hoje diocese de Szeged-Csanád).
A importância da sé foi confirmada em 1175, quando, vendo que a sé de Esztergom estava vaga, coube ao arcebispo de Kalocsa coroar o rei Bela III da Hungria. O acontecimento repetiu-se em 1204 quando o arcebispo João coroou Ladislau II da Hungria. Em 1212 foi estabelecido o direito dos arcebispos de Kalocsa à coroação em caso de ausência ou recusa do arcebispo de Esztergom.
Em 1526, o arcebispo franciscano Pál Tomori liderou o exército na Batalha de Mohács, na qual encontrou a morte. A derrota marcou a conquista otomana e o declínio da arquidiocese; os arcebispos sob o jugo dos turcos não puderam mais exercer as suas funções. No entanto, a Santa Sé continuou a nomear arcebispos para esta sé, ao mesmo tempo que a considerava uma terra de missão confiada aos franciscanos, que também cuidavam dos cristãos que emigraram para esta região vindos da Dalmácia depois de 1550. A jurisdição arquiepiscopal efetiva foi interrompida durante todo o período de dominação turca e foi restaurada durante o episcopado do cardeal Leopold Karl von Kollonitsch na última década do século XVII.
Em 31 de maio de 1993, com a bula Hungarorum gens do Papa João Paulo II, os limites das dioceses húngaras foram revistas. A arquidiocese de Kalocsa ampliou o seu território e ao mesmo tempo, a arquidiocese assumiu o nome atual.

## Administração local
Bispos e arcebispos:
- Santo Asztrik, O.S.B. † (1010 - depois de 1046)
- György I † (1050 - ?)
- Benedek I † (mencionado em 1055)
- Dezső † (1075 - 1093)
- Fabiano † (1094 - ?)
- Hugolino † (1103 - ?)
- Pál I † (1111)
- Fulberto † (1111 - ?)
- Gergely I † (1124 - ?)
- Francisco † (1131 - 1134)
- Simão † (1135 - ?)
- Muquia † (1142 - 1149)
- Miko † (1149 - 1165)
- Sayna † (1167 - ?)
- Kosma † (1169 - ?)
- Endre I † (1176 - ?)
- István I † (1182 - 1187)
- Péter I † (1187 - ?)
- Pál II † (1189 - 1190)
- Saul de Hédervar † (1192 - 1202)
- Johannes von Meran † (1202 - 1205)
- Bertoldo de Andechs-Merania † (1207 - 1218)
- Ugrinus † (1219 - 1241)
- Benedek II † (1241 - 1254)
- Tamás I † (1254 - 1255)
- István II † (1256 - 1256)
- Smaragdus de Sambok † (1257 - 1265)
- Benedek III † (1265 - ?)
- István III † (1266 - 1278)
- Ján † (1279 - 1301)
- István IV † (1302 - ?)
- Vince † (1306 - ?)
- László, O.F.M. † (1317 - 1337 ou 1338)
  - Sede vacante (1338-1343)
- László Kobal † (1343 - 1345)
- István Harcsáki † (1345 - 1349 ?)
- Miklós Vásári † (1349 - 1350)
- Dionizije Lacković † (1350 - ?)
- Miklós Keszei † (1356 - 1358)
- Tamás Telegdi † (1358 - 1367)
- István VI, O.E.S.A. † (1367 - circa 1379)
- Lajos † (antes de 1383 - 1391)
- Miklós Bebek † (1391 - depois de 1399)
- Ivan Šipuški † (1401 - depois de 1402)
  - Crisogono de Dominis † (1403 - ?) (arcebispo eleito)
- Kármán Scolari † (1420 - 1423)
- Giovanni Buondelmonti † (1424 - 1447)
- Matthias de Labischino † (1449 - ?)
- Rafael Herczeg † (1450 - 1456)
- István Várdai † (1457 - 1471)
- Gábor † (1471 - 1479)
- György † (1479 - 1480)
- Péter Várdai † (1481 - 1501)
- László Geréb † (1502 - 1503)
- Gregorio Frangipane † (1503 - 1520)
- Pál Tomori, O.F.M. † (1523 - 1526)
- János Orszagh † (1527 - 1529)
- Francesco Frangipane † (1530 - 1543)
  - Sede vacante (1543-1582)
- György Drašković † (1582 - 1587)
  - Sede vacante (1587-1596)
- János Kuthassy † (1596 - 1599)
- Márton Pethe de Hetes † (1600 - 1605)
- István Szuhay † (1607 - 1608)
- Demeter Náprágyi † (1610 - 1616)
- Bálint Lépes † (1619 - 1623)
- János Telegdy † (1624 - 1647)
- János Püsky † (1650 - 1658/1660)
  - György Szelépcsenyi (Juraj Pohronec-Slepčiansky) † (1658/1660 - 1667) (não confirmado)
- Petar Petretić † (1667 - 1667)
  - Sede vacante (1667-1678)
- György Széchényi † (1678 - 1686)
  - Sede vacante (1686-1690)
- Leopold Karl von Kollonitsch † (1690 - 1695)
- Pál Széchényi, O.S.P.P.E. † (1697 - 1710)
  - Sede vacante (1710-1714)
- Imre Csáky † (1714 - 1732)
- Gábor Hermann Antal Patachich † (1733 - 1745)
- Miklós Csáky de Keres-Szeg † (1747 - 1751)
- Ferenc Xavier Klobusiczky † (1751 - 1760)
- József Batthyány † (1760 - 1776)
- Adam Patačić † (1776 - 1784)
- Ladislaus von Kollonitsch † (1788 - 1817)
  - Sede vacante (1817-1822)
- Péter Klobusiczky † (1822 - 1843)
- Ferenc Nádasdy † (1845 - 1851)
- Jozef Kunszt † (1852 - 1866)
- József Krivinai Lonovics † (1866 - 1867)
- Lajos Haynald † (1867 - 1891)
- Juraj Császka † (1891 - 1904)
- Gyula Városy † (1905 - 1910)
- János Csernoch † (1911 - 1912)
- Árpád Lipót Várady † (1914 - 1923)
- Gyula Zichy † (1925 - 1942)
- Gyula Glattfelder † (1942 - 1943)
- József Grósz † (1943 - 1961)
- Endre Hamvas † (1964 - 1969)
- József Ijjas † (1969 - 1987)
- László Dankó † (1987 - 1999)
- Balázs Bábel (desde 1999)